# Caltrain

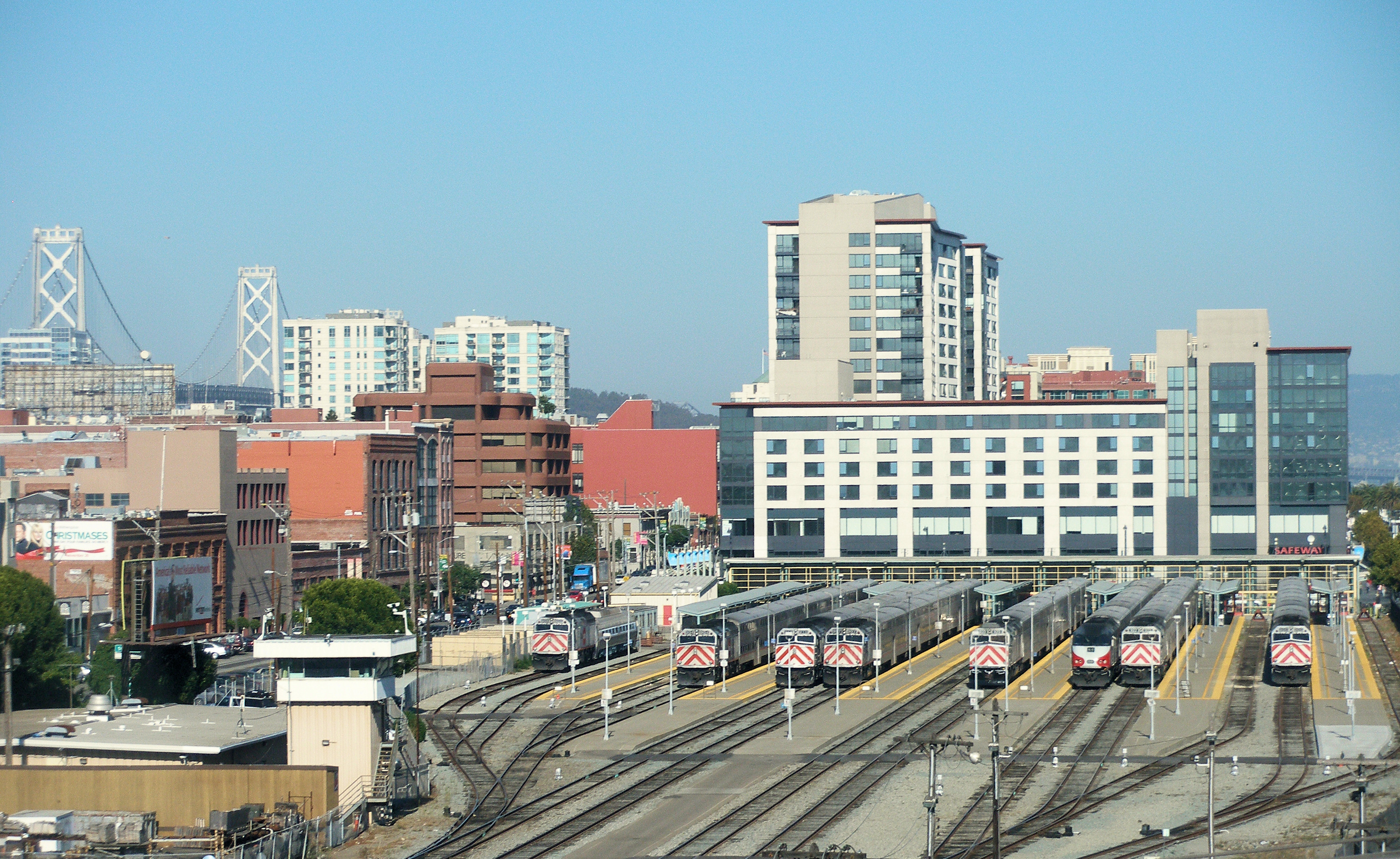
San Franciscos Caltrain central

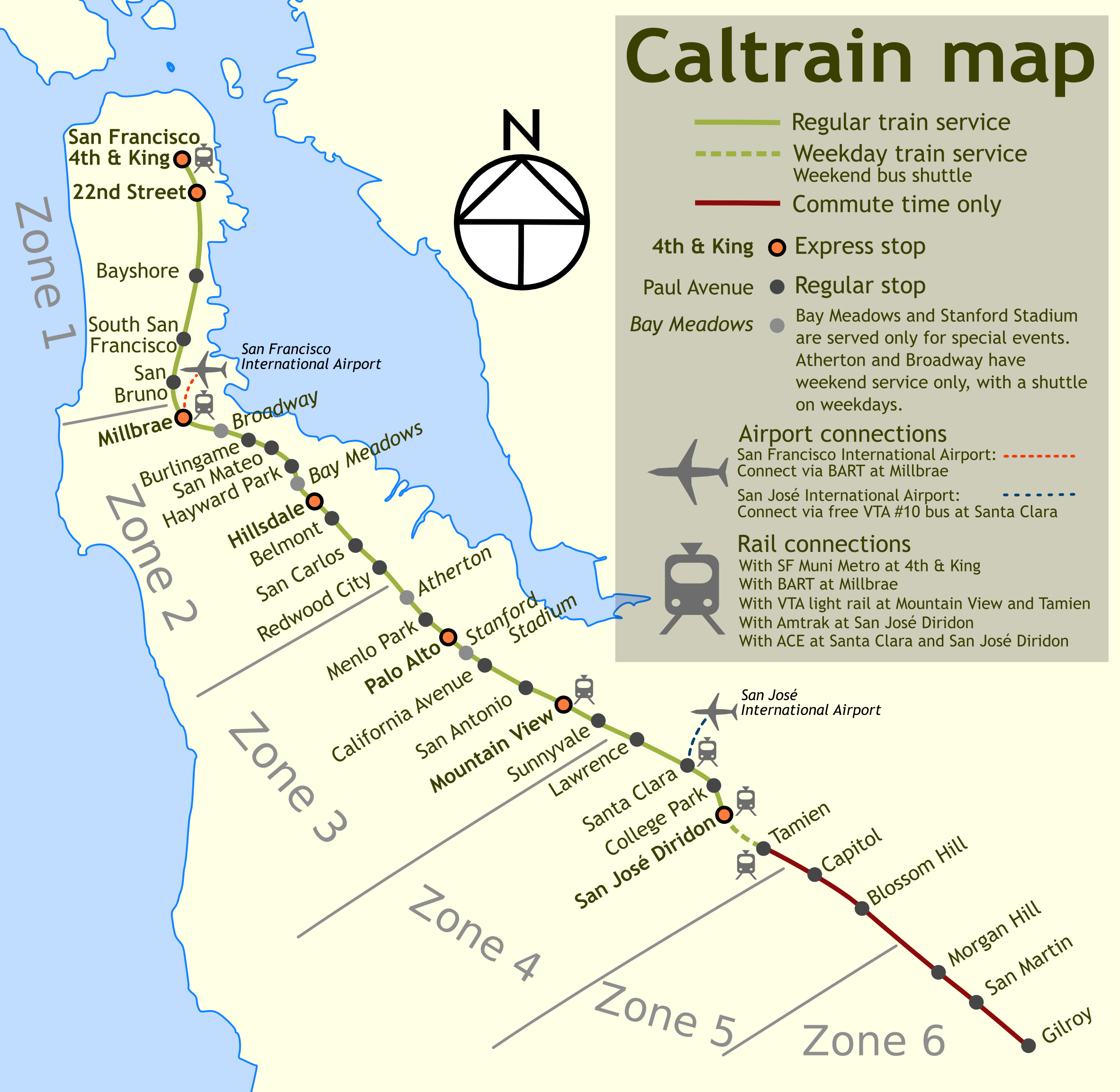
Caltrain karta

Caltrain är San Franciscos pendeltåg som går från centrala staden och ut i förortsområden flera mil utanför staden. Nätet består av en enda lång linje med 32 stationer på 125 km. Ungefär 47 000 människor reser med tågen dagligen. Systemet invigdes 1987. Tågen innehåller diesellok och vagnar men Caltrain har beställt 16 elmotorvagnar av typen Stadler Dosto som kommer att sättas i trafik på sträckan San Francisco-San Jose 2020, då banan ska ha elektrifierats.
Den största staden som nås förutom San Francisco är San Jose. De största städerna i övrigt som har station längs linjen är Millbrae, San Mateo, Redwood City, Palo Alto, Mountain View och Sunnyvale.